# 이진우 (1956년)
이진우(1956년 4월 30일 ~ , 경기도 화성군)는 대한민국의 철학자이다. 계명대학교의 제8대 총장이다. 2010년부터 포항공과대학교의 인문사회과학부 석좌 교수로 재직하였다.

## 경력
- 1988년 4월 ~ 1988년 9월, 서독 아우크스부르크 대학교 전임강사
- 1989년 9월 ~ 2004년 6월, 계명대학교 철학과 교수
- 2000년 7월 ~ 2004년 7월, 계명대학교 교무처장
- 2004년 7월 ~ 2008년 7월, 계명대학교 제8대 총장
- 2005년 1월, 국무총리실산하 인문정책위원
- 2005년 10월, 한국니체학회 회장
- 2007년 3월, 유네스코 한국위원회 위원
- 2008년 7월 ~ 2010년 6월, 계명대학교 철학과 교수
- 2010년 9월 ~ 현재, 포항공과대학교(POSTECH) 인문사회과학부 석좌교수
- 포항공과대학교 인문사회과학부 학부장

## 학력
- 1980년, 대한민국 연세대학교 독어독문학과
- 1985년, 독일 아우크스부르크 대학교대학원 철학 석사
- 1988년, 독일 아우크스부르크 대학교 대학원 철학 박사

## 저서
- 《탈이데올로기 시대의 정치철학》
- 《탈현대의 사회철학》
- 《지상으로 내려온 철학》. 푸른숲. 2000년. ISBN 9788971842744
- 《인간 복제에 관한 철학적 고찰》. 문예출판사. 2004년. ISBN 9788931004762
- 《프라이버시의 철학》. 돌베개. 2009년. ISBN 9788971993347
- 《니체, 실험적 사유와 극단의 사상.》 책세상. 2009년. ISBN 9788970137254
- 《니체의 차라투스트라를 찾아서》. 책세상. 2010년. ISBN 9788970137599|
- 《중간에 서야 좌우가 보인다》. 책세상. 2012년. ISBN 9788970138152
- 《테크노 인문학》. 책세상. 2013년. ISBN 9788970138534

## 역서
- 《책임의 원칙》
- 《인간의 조건》